# فخر و مدین
فخر و مدین به شبکه‌های درون حصار و باره باغ‌ها و اماکن مذهبی گفته می‌شود که به صورت مشبک‌های تکرار شوند، می‌ساخته‌اند، تا از بیرون درون زیبای آن را بتوان نگریست، چنان‌که دیوار باغ‌های دو سوی چهار باغ اصفهان و ایوان بازارهای پیرامون نقش جهان چنین بوده‌است.
اینگونه دیوارها را با قطعات گل پخته به اشکال هندسی و غیر هندسی می‌ساخته‌اند و چون در فواصل آنها حفره‌هایی پدید می‌آمده می‌کوشیدند که شکل سوراخ‌ها نیز زیبا باشد.

## وجه تسمیه
فخر به معنای گل پخته (در عربی نیز فخوری و سازنده آن فخار و همچنین در قرآن مجید خلق الانسان من صلصال کالفخار آمده‌است) و مدین مانند مادگی، حفره و فروررفتگی و روی هم رفته به چیزی گفته می‌شد که قسمتی از آن را گل پخته و سفال یا کاشی و باقی را فرورفتگی و روزنه‌های کوچکی تشکیل می‌داد.